# Eat The Acid
«Eat the Acid» es una canción de la cantautora estadounidense Kesha de su quinto álbum de estudio, Gag Order (2023). Fue lanzada como el sencillo principal del álbum, como doble cara A junto a «Fine Line», el 28 de abril de 2023, antes del lanzamiento completo del álbum el 19 de mayo de 2023. Un visualizador que la acompañaba fue lanzado el mismo día. La canción fue escrita por Kesha, su madre Pebe Sebert y Stuart Crichton.

## Antecedentes
"Eat the Acid" fue la primera canción que se escribió para el álbum, después de que Kesha tuviera un despertar espiritual durante la pandemia del coronavirus. El título hace referencia al consejo que le dio su madre sobre no tomar ácido. La letra habla de que la madre de Kesha le dijo que no tomara LSD también, para que no experimentara lo que experimentó, incluso si lo hiciera de todos modos (como afirmó en la entrevista de Zach Sang Show).

## Composición
La canción dura 4 minutos y 2 segundos, y se describe como una composición minimalista dark-wave que hace uso de voces auto-tuneadas y utiliza bajos, cajas de ritmos, sintetizadores y un piano. La canción está en tono menor y la cantante canta sobre sintetizadores sibilantes y un retumbar de bajo: "Busqué respuestas toda mi vida / Muerto en la oscuridad, vi la luz".

## Lanzamiento y Promoción
En los meses previos al lanzamiento de la canción, Kesha reveló partes de la canción a los fanáticos en varias ocasiones. En noviembre de 2022, se publicó en línea un fragmento de seis segundos de la canción. El 8 de marzo de 2023, transmitió en directo partes de varias canciones, incluida "Eat the Acid", en Instagram. También compartió una parte de la canción en SoundCloud desde una cuenta que luego eliminó, y finalmente eliminó la canción en las semanas previas al anuncio oficial de su álbum.

## Reconocimiento
| Medios            | Listas                       | Ranking | Ref.  |
| ----------------- | ---------------------------- | ------- | ----- |
| Los Angeles Times | The 100 Best Songs of 2023   |         | [ 6 ] |
| Stereogum         | The Top 40 Pop Songs of 2023 | 16      | [ 7 ] |
| Variety           | The Best Songs of 2023       | 26      | [ 8 ] |
| Vulture           | The Best Songs of 2023       |         | [ 9 ] |

## Historial de lanzamientos
| Región | Fecha               | Formatos         | Discográfica     |
| ------ | ------------------- | ---------------- | ---------------- |
| Varias | 28 de abril de 2023 | Descarga digital | Kemosabe Records |